# Jussarupt
Jussarupt é uma comuna francesa na região administrativa do Grande Leste, no departamento de Vosges. Estende-se por uma área de 6.57 km². Em 2010 a comuna tinha 277 habitantes (densidade: 42,2 hab./km²).